# Distretto di Craigavon
Il distretto di Craigavon era una delle suddivisioni amministrative dell'Irlanda del Nord, nel Regno Unito. Fu creato nel 1973. Apparteneva alle contee storiche di Antrim, Armagh e Down.
A partire dal 1º aprile 2015 il distretto di Craigavon è stato unito ai distretti di Armagh e Banbridge per costituire il distretto di Armagh, Banbridge e Craigavon.